# Старокасьяновское
Старокасьяновское (укр. Старокасянівське) — село,
Покровский поселковый совет,
Покровский район,
Днепропетровская область,
Украина.
Код КОАТУУ — 1224255115. Население по переписи 2001 года составляло 41 человек .

## Географическое положение
Село Старокасьяновское находится на левом берегу реки Волчья,
выше по течению на расстоянии в 4,5 км расположено село Новоскелеватое,
ниже по течению на расстоянии в 4 км расположено село Катериновка,
на противоположном берегу — село Черненково.
По селу протекает пересыхающий ручей с запрудой.
Рядом проходит автомобильная дорога Н-15.

## История
- 1803 — дата основания.